# 暗黒期
暗黒期（あんこくき、英: eclipse period）とは、細胞にウイルスを接種後、感染細胞内にウイルス粒子が検出できなくなる期間。エクリプス、陰性期、暗黒現象とも呼ばれる。暗黒期においてはウイルス粒子は脱殻を行い、ウイルスタンパク質や核酸の合成を行う。子孫ウイルスの出現により再びウイルス粒子の検出が可能となる。感染後に子孫ウイルスが細胞外に放出されるまでの期間を潜伏期と呼び、細胞膜表面で成熟して放出されるウイルスの暗黒期は潜伏期と一致する。分裂により増殖する生物ではその形態が観察できなくなる期間はなく、暗黒期の存在はウイルスをリケッチアやクラミジアと分ける大きな特徴である。